# Schlacht bei Mülheim (1605)
Die Schlacht bei Mülheim wurde im Jahr 1605 im Rahmen des Achtzigjährigen Kriegs ausgetragen. Sie fand am 9. Oktober zwischen der Armee der Vereinigten Niederlande unter Moritz von Oranien und spanischen Truppen auf dem Gebiet der historischen Herrschaft Broich statt.

## Verlauf
Im Herbst des Jahres 1605 lagerte der spanische Generalleutnant Ambrosio Spinola mit seinem rund 20.000 Mann starken Söldnerheer an der Ruhrmündung bei Duisburg und Ruhrort. Von hier aus rückten acht Fähnlein Fußknechte und 800 Kürassiere zum Dorf Mülheim und Schloss Broich, um sie zu besetzen. Als der bei Wesel lagernde Prinz Moritz von Oranien davon erfuhr, entschloss er sich sofort zum Angriff. Zusammen mit seinem Bruder Prinz Friedrich Heinrich von Oranien und einer überlegenen Streitmacht von 2000 Reitern, 2400 Infanteristen und drei Kanonen griff er am 9. Oktober gegen ein Uhr mittags die Spanier an. Es kam zu einer blutigen Schlacht in den Broich-Speldorfer Ruhrauenwiesen und im Dorf Mülheim. Den staatischen Truppen gelang es zunächst, die Spanier aus Mülheim zu vertreiben und Schloss Broich zu befreien. Als sich jedoch die Nachricht verbreitete, dass der spanische Oberbefehlshaber Spinola mit weiteren Truppen im Anmarsch sei, zogen sich die Niederländer zurück. Fälschlicherweise hatten sie die Stärke Spinolas, der tags zuvor 5000 Mann zum belagerten Wachtendonk verlegt hatte, überschätzt und so die Chance auf einen wichtigen Erfolg verpasst.

## Folgen
Die Verluste der rund achtstündigen Schlacht waren hoch. Die Staatischen verloren rund 200 und die Spanier 500 Mann. Auch etliche Mülheimer Bürger verloren ihr Leben, Häuser und Höfe der Umgebung wurden schwer beschädigt oder zerstört. Prominente Gefangene, wie Spinolas Cousin Niccolo Doria, wurden wenige Tage später ausgetauscht.
Das Gebiet der Herrschaft Broich mit dem Dorf Mülheim war bis zur zweiten Schlacht 1609 durch die Spanier besetzt. Am 6. Februar 1607 wurde der Bruder des Grafen Johann Adolf von Daun-Falkenstein, Wirich, der in generalstaatischen Diensten stand, von den Besatzern bei Sterkrade umgebracht.